# Joaquín Ascaso
Pour les articles homonymes, voir Ascaso.
Joaquín Ascaso Budría (Saragosse, aprox. 1906 ou 1907 - Caracas, mars 1977) est un anarcho-syndicaliste espagnol, président du Conseil régional de défense d'Aragon entre 1936 et 1937. Il est le premier des frères Ascaso (Francisco et Domingo).

## Biographie
Ouvrier maçon, il rejoint dans sa jeunesse la Confédération Nationale du Travail, en participant au groupement anarchiste "Los Indomables" et en collaborant avec "Los Solidarios". Il est arrêté à Saragosse en raison de ses activités syndicales en 1924 et la fiche policière lui donne un âge de 17 ans. Il fuit vers la France jusqu'à l'avènement de la Seconde République Espagnole, très influencé par la Soulèvement de Jaca.
À 18 ans, son activisme le conduit à l'exil peu après qu'est proclamée la Dictature de Primo de Rivera. Il revint en Espagne marié à une ouvrière française lorsqu'est proclamée la Seconde République et, à 25 ans, il devient un militant notable : membre du premier comité des Jeunesses Révolutionnaires de Saragosse (mai 1931), il est impliqué dans les luttes contre le chômage des premiers mois de la République et est nommé président des maçons en octobre 1931.
En mai 1936, il représente le syndicat de la Construction au Congrès que la CNT tint à Saragosse.
Le début de la Guerre Civile espagnole le surprend à Barcelone et dans le contexte de la Révolution Espagnole de 1936, il part vers le Front d'Aragon, d'abord intégré à la Colonne Durruti puis à la Colonne Ortiz. Il reçut la nomination officielle de délégué gouvernemental du Conseil Régional de Défense d'Aragon le 19 janvier 1937. Pendant sa gestion, Ascaso a agi à Aragon pratiquement comme un gouvernant indépendant du gouvernement central, ce qui a provoqué des tensions entre Ascaso et les autorités républicaines,. Après la dissolution du Conseil, il est arrêté sur ordre du Gouvernement de la Seconde République Espagnole le 19 août 1937, sous le coup d'une accusation pour contrebande, d'allégresses et d'autres délits. Le républicain José Ignacio Mantecón est alors nommé Gouverneur Général d'Aragon par les autorités républicaines. Ascaso a été détenu 38 jours dans la prison de San Miguel de los Reyes, près de Valence.
Finalement, il se rendit en France à travers l'Andorre avec Antonio Ortiz. Ils sont victimes d’une tentative d’empoisonnement puis le gouvernement républicain a procédé à une demande d’extradition auprès du gouvernement français. Traqués, livrés à eux-mêmes, ils ne devront leur salut qu’à la chute de la République espagnole. Puis ils partent pour l'Uruguay, en passant aussi par le Chili et le Paraguay, et s'établit enfin au Venezuela. Il forma au cours de la décennie de 1960 le groupe anarchiste Fuerza Unica, avec Antonio Ortiz et d'autres anarchistes espagnols en exil.
L'historien Alejandro Díez Tour a publié en 2006 un livre écrit par Ascaso, "Mémoires, 1936-1938", édité par l'Université de Saragosse. Aussi l'écrivain Francisco Carrasquer, frère de l'écrivain Félix Carrasquer, a publié la même année "Ascaso et Saragosse. Deux pertes : la perte", un travail de recherche sur Ascaso et le CRDA. Le baron historien Hugh Thomas, conseiller au gouvernement Thatcher, décrit Ascaso comme une personne dynamique, violente et sans scrupules.

## Reconnaissance

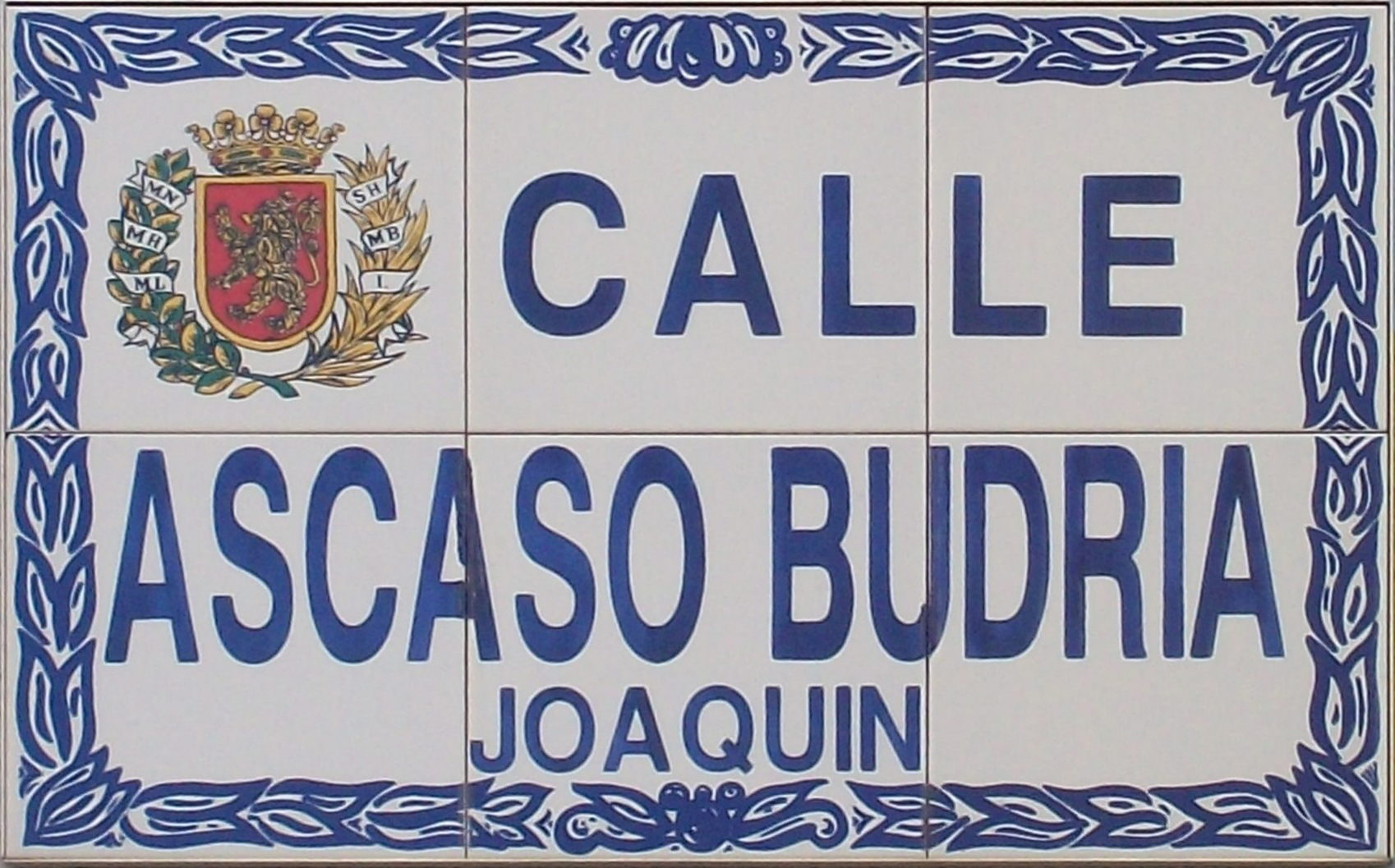
Rue Joaquín Ascaso - Saragosse

Sur décision de la Mairie de Saragosse, selon la Loi sur la Mémoire Historique en Espagne, le 17 février 2009, le quartier de Torrero à Saragosse obtient une rue à son nom, en remplacement de "Cinq Novembre", nommée ainsi antérieurement en mémoire des victimes du bombardement républicain à l'arsenal ou dépôt d'armes du quartier,.
Dans le même quartier de Torrero se trouve un monument en son honneur, face au centre civique du quartier.
Monument à Joaquín Ascaso : Hommage à Joaquín Ascaso à Saragosse